# Anywhere but Home
Anywhere but Home (с англ. — «Куда угодно, только не домой») — концертный альбом американской рок-группы Evanescence, записанный на концерте Zenith in Paris в Париже в 2004 году, включающий, помимо записи концерта, бонусный би-сайд-трек «Missing». Выпущен на CD и DVD в 2004 году.

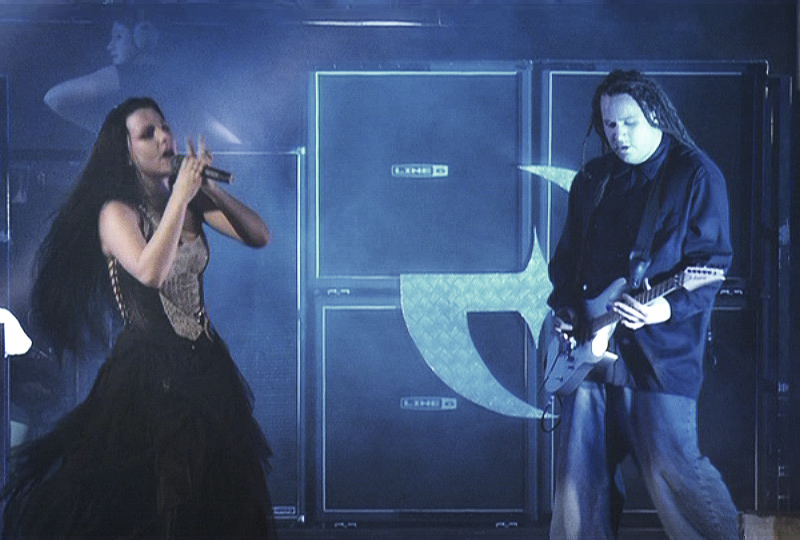
Концерт Evanescence в парижском зале «Зенит» 25 мая 2004

## Список композиций

### CD
| №   | Название                                       | Автор(ы)                                                                       | Длительность |
| --- | ---------------------------------------------- | ------------------------------------------------------------------------------ | ------------ |
| 1.  | «Haunted»                                      | Ли, Муди, Ходжес                                                               | 4:04         |
| 2.  | «Going Under»                                  | Ли, Муди, Ходжес                                                               | 3:57         |
| 3.  | «Taking Over Me»                               | Ли, Муди, Ходжес, Джон Лекомпт                                                 | 3:57         |
| 4.  | «Everybody’s Fool»                             | Ли, Муди, Ходжес                                                               | 3:40         |
| 5.  | «Thoughtless» (кавер-версия песни группы Korn) | Джеймс Шаффер, Джонатан Дэвис, Брайан Уэлч, Реджинальд Арвизу, Дэвид Сильверия | 4:37         |
| 6.  | «My Last Breath»                               | Ли, Муди, Ходжес                                                               | 3:53         |
| 7.  | «Farther Away»                                 | Ли, Муди, Ходжес                                                               | 5:02         |
| 8.  | «Breathe No More»                              | Ли                                                                             | 3:33         |
| 9.  | «My Immortal»                                  | Ли, Муди                                                                       | 4:38         |
| 10. | «Bring Me to Life»                             | Ли, Муди, Ходжес                                                               | 4:43         |
| 11. | «Tourniquet»                                   | Ли, Роки Грей, Ходжес, Муди                                                    | 4:17         |
| 12. | «Imaginary»                                    | Ли, Муди                                                                       | 5:25         |
| 13. | «Whisper»                                      | Ли, Муди                                                                       | 5:45         |
| 14. | «Missing» (Студийная)                          | Ли, Муди, Ходжес                                                               | 4:16         |

### DVD
| 58 минут 1. «Haunted (intro)» 2. «Haunted» 3. «Going Under» 4. «Taking Over Me» 5. «Everybody’s Fool» 6. «Thoughtless» (Korn cover) 7. «My Last Breath» 8. «Farther Away» 9. «Breathe No More» 10. «My Immortal» 11. «Bring Me to Life» 12. «Tourniquet» 13. «Imaginary» 14. «Whisper» | 17 минут 1. «My Immortal» 2. «Everybody’s Fool» 3. «Bring Me to Life» 4. «Going Under» 1 час 1. «Life On the Road» 2. «Showtime» 3. «Bloopers» 4. «Evanescence Unleashed» 5. End credits: «Missing» 5 минут 1. «Bring Me to Life» (Live in Las Vegas, included as an easter egg) |

## Участники записи
- Эми Ли — вокал, фортепиано
- Уилл Бойд — бас
- Джон Лекомпт — гитара, вокал в «Bring Me to Life»
- Терри Бальзамо — гитара
- Роки Грей — ударные

Бонус — видеоклипы
- «My Immortal»
- «Everybody’s Fool»
- «Bring Me to Life»
- «Going Under»